# Dioro (Mali)
Pour les articles homonymes, voir Dioro.
Dioro est une localité et une commune rurale malienne, chef-lieu du Cercle de Dioro dans la région de Ségou. Elle est composée de la ville de Dioro et de 29 villages. 

## Géographie
La cité est située sur la rive droite du fleuve Niger en aval de Markala et sur la route locale L523 à 60 km au nord-est de la ville de Ségou.
| Sibila        | Sibila          | Kolongo, Macina, Kamiandougou |
| Farakou Massa | Dioro           | Diédougou                     |
| Boussin       | Cinzana, Diouna | Diédougou                     |

## Histoire

### Toponymie
Le nom de la ville de Dioro relève de deux origines, pour les Bambaras Dioro signifie le dépôt des anciens fétiches Diokoro,   
pour les Bozos c’est l’escale des pirogues Kouroun Dioyoro.

### Administration
Après l'indépendance la localité est érigé en chef-lieu d'arrondissement en 1961, cette circonscription administrative est ensuite démembré lors de la création de l'arrondissement de Katiéna. En 1996, l'arrondissement est divisé en 4 communes : Dioro, Farakou‐Massa, Kamiandougou et Dièdougou.
Lors de la réforme administrative de 2023, la commune est soustraite du cercle de Ségou et la ville est érigée en chef-lieu du 6e cercle de la région de Ségou.

## Population
La population de la ville est de 18 824 habitants en 2005. 

## Politique
| Année | Maire élu      | Parti politique |
| ----- | -------------- | --------------- |
| 2004  | Issa Doumbia   | ADEMA           |
| 2016  | Abdoulaye Dolo | RPM             |

## Démographie
Entre 1998 et 2009, la population de la ville de Dioro est passée de 15 734 à 17 230 habitants tandis que la population communale passait de 36 880 à 46 621 habitants pendant la même période. Avec une superficie de 580 km2, la densité de la population communale atteint 80 habitants/km2.
| 1987   | 1998   | 2009   |
| ------ | ------ | ------ |
| 12 571 | 15 734 | 17 230 |

## Villages
La commune s'étend sur 30 localités relevées lors du recensement général de 2009. 
Les villages les plus peuplés sont :
- Dioro (17 230 habitants) ;
- Koyla Bamana (3 138 habitants) ;
- Tibi I (2 505 habitants).

La loi 2023-007 attribue à la commune 29 villages, fractions ou quartiers :
- Dioro
- Tibi II
- Diaraka Wéré
- Koïla Marka
- Tiemba
- Bolitomo Dougounikoro
- Marka Tintin
- Fakourou Wéré
- Sénékou
- Siékourani
- Dioro Tintin
- Tibi Wéré
- Boumbou Koro
- Koloni
- Midian Wéré
- Touba
- Kantomo Wéré
- Babougou
- Sogolon
- Sénékouni
- Tibi I
- Wéna
- Blombadougou
- Touména
- Gakolomba
- Wéna Wéré
- Karabougou
- Babougou Koroni
- Sama

## Lien
- Plan de sécurité alimentaire de la commune rurale de Dioro 2008 2012, Web archive.